# Disperis tripetaloides
Disperis tripetaloides är en orkidéart som först beskrevs av Louis Marie Aubert Du Petit-Thouars, och fick sitt nu gällande namn av John Lindley. Disperis tripetaloides ingår i släktet Disperis och familjen orkidéer. Inga underarter finns listade i Catalogue of Life.